# لنج
اللنج أو الرَّفَّاس هو زورق آلي متوسط الحجم، يستخدم لصيد الأسماك. ويعتبر هو السفينة الوحيدة من السفن التاريخية التي لا تزال تستخدم حالياً.

## التصميم

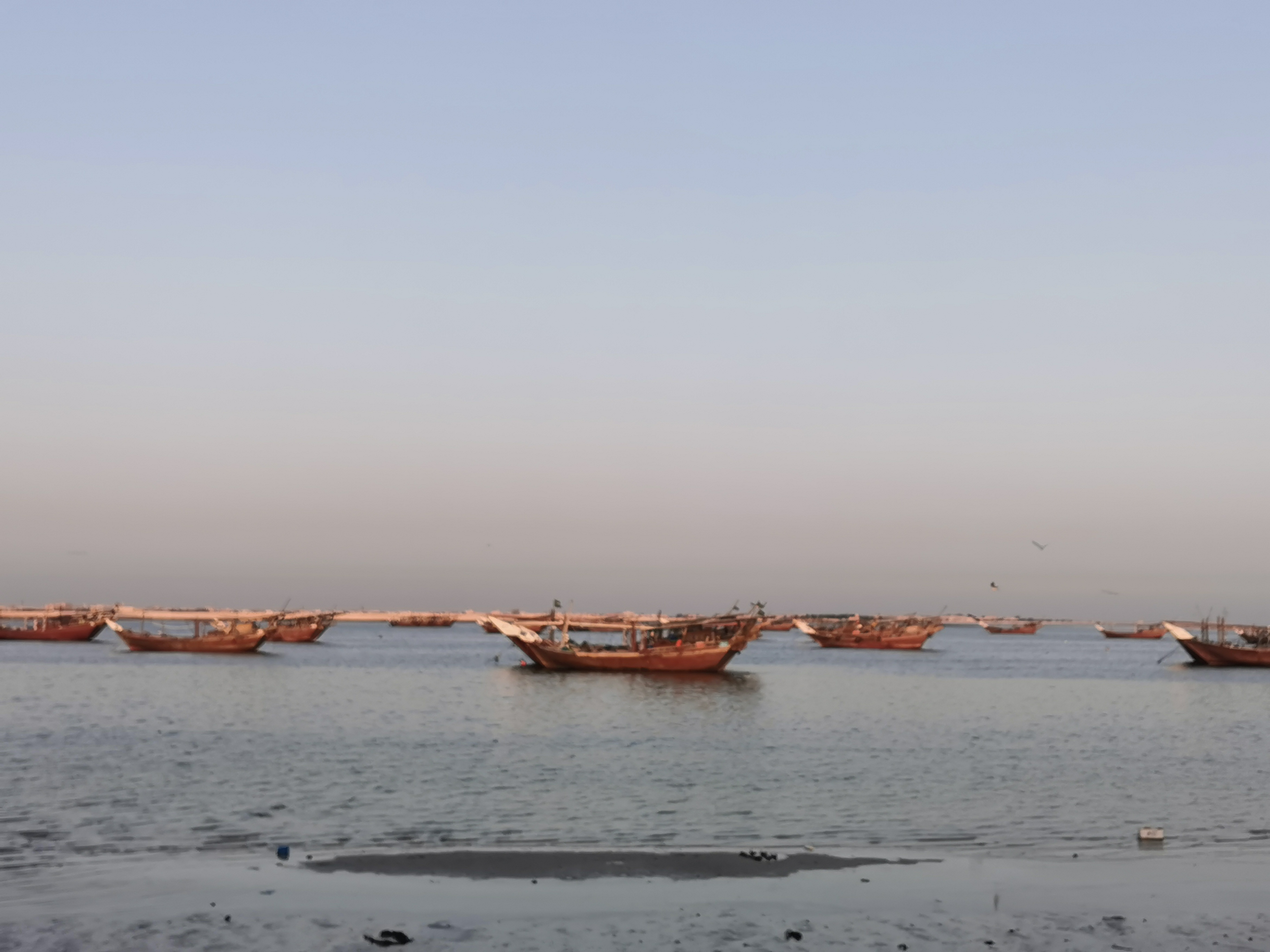
مراكب لنج في القطيف، السعودية.

اللنج سفينة متوسطة الحجم يراوح طول قاعدتها من 15 إلى 40 قدماً. ولها مقدمة مستقيمة تشبه مقدمة السنبوق. كما أن للنج رقعة في المؤخرة. وجميع اللنجات التي تصنع حالياً تكون مزودة بمحرك آلي.